# Bojan
Bojan oder Boyan (kyrillisch: Бојан oder bulgarisch Боян) ist ein männlicher Vorname, der überwiegend in Serbien, Montenegro, Mazedonien, Bulgarien, Kroatien und Slowenien verbreitet ist.

## Herkunft und Bedeutung
Der Name Bojan oder Boyan wird aus dem slawischen Wort boj ‚der Kampf‘, ‚die Schlacht‘, und dem Suffix -an gebildet. Die weibliche Namensform ist Bojana.

## Namensträger
- Bojan (* 1994), bosnischer Rapper, eigentlich Bojan Novicic
- Bojan Cvjetićanin (* 1999), slowenischer Sänger (Frontsänger der Band Joker Out), zudem Moderator und Schauspieler
- Boyan-Enravota (9. Jahrhundert), der erste bulgarische christliche Märtyrer und der erste Heilige
- Bojan Filipović (* 1976), serbischer Fußballspieler
- Bojan Križaj (* 1957), slowenischer Skirennläufer
- Bojan Krkić (* 1990), spanisch-serbischer Fußballspieler
- Bojan Lah (* 1983), slowenischer Handballschiedsrichter
- Bojan Markoski (* 1983), mazedonischer Fußballspieler
- Bojan Neziri (* 1982), serbischer Fußballspieler
- Bojan Prašnikar (* 1953), jugoslawisch-slowenischer Fußballspieler und -trainer
- Bojan Radew (* 1942), bulgarischer Ringer
- Bojan Šarčević (* 1974), serbischer Künstler
- Boyan Slat (* 1994), niederländischer Erfinder und Gründer von The Ocean Cleanup
- Bojan Tomović, serbischer Turbo-Folk-Sänger
- Bojan Zulfikarpašić (* 1968), serbischer Jazzpianist
- Boyan Jovanovic (* 1951), serbischer Ökonom und zurzeit Professor an der New York University
- Alias der schwedischen Bloggerin Dagny Carlsson